# ウィリアム・ハッシー (外交官)

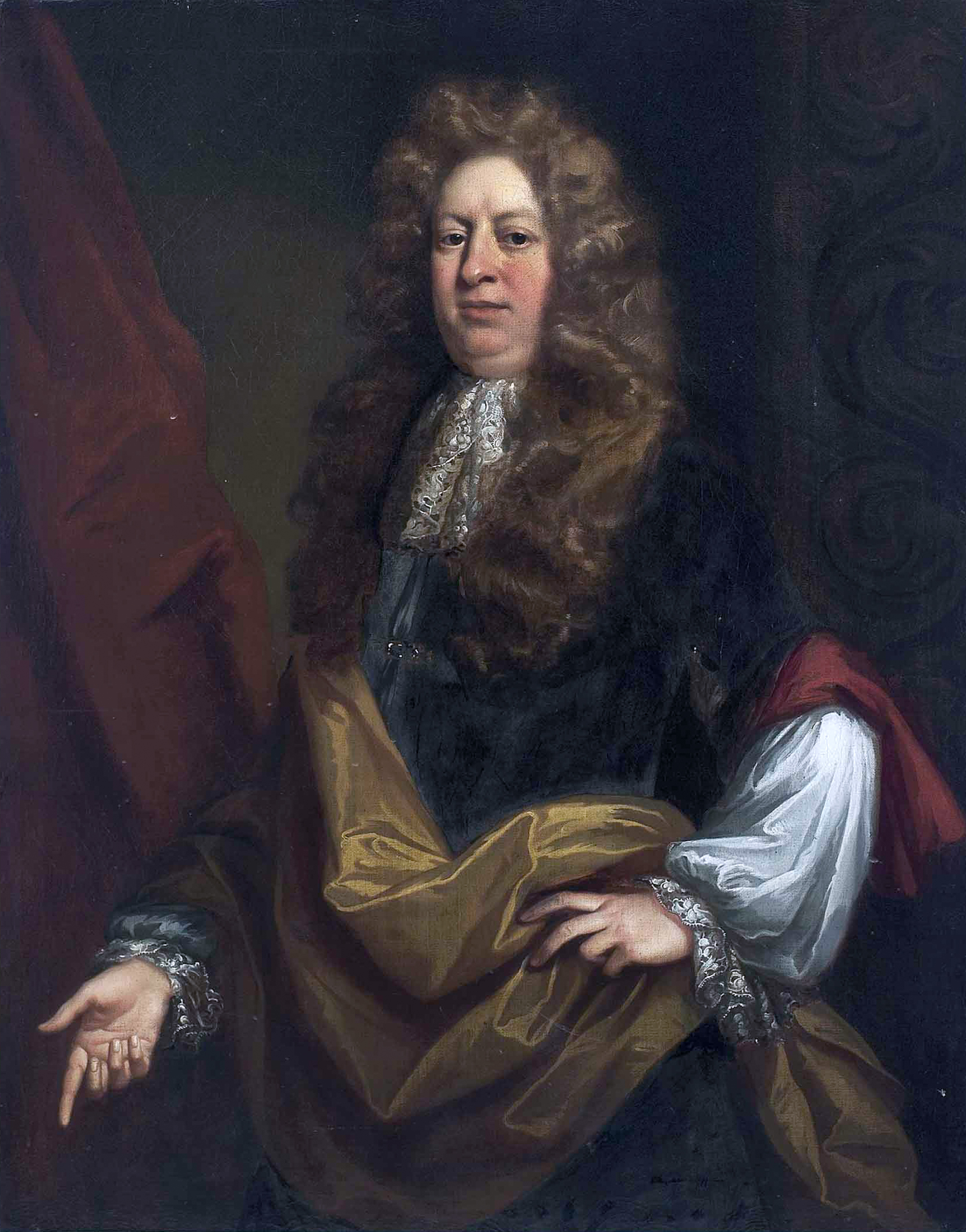
ウィリアム・ハッシー

サー・ウィリアム・ハッシー（英語: Sir William Hussey、1640年と1642年の間 – 1691年9月24日）は、イングランド王国の商人、外交官。レヴァント会社副総裁、在オスマン帝国イングランド大使を歴任した。

## 生涯
トマス・ハッシー（1613年ごろ – 1641年またはそれ以前）と妻ローダ（Rhoda、1617年ごろ – 1686年、旧姓チャップマン（Chapman）、トマス・チャップマンの娘）の息子として、1640年またはそれ以降に生まれた。1655年5月に商人トマス・マースウェイト（Thomas Murthwaite）のもとで見習いになり、1662年にはアレッポの工場で働いた。1675年7月までにロンドンに戻った。
ロンドンでは兄トマスに手紙を書き、政治への興味を示した。1677年3月にレヴァント会社のfreemanになり、1679年にboard of assistantsの委員に選出され（1687年まで在任）、1688年に副総裁に就任した。また、1680年5月には在オスマン帝国イングランド大使への就任が噂されたが、国王チャールズ2世の反対で実現しなかった。名誉革命ではレヴァント会社副総裁として支持を表明した。
1690年4月、在オスマン帝国イングランド大使に任命された。任命とともに騎士爵に叙された。『オックスフォード英国人名事典』によれば、ハッシーの大使任命はその能力というより、ウィリアム3世が現職大使のサー・ウィリアム・トランブルの帰国を望んだためとされる。
ハッシーは10月初に出発、ウィーンで冬を過ごした後、1691年5月にアドリアノープルに、6月28日にコンスタンティノープルに到着した。大使としての任務は主に大トルコ戦争における講和仲介であり、オーストリアもオスマン帝国も講和に前向きな姿勢を示しつつ行軍を続け、オーストリアが同年夏の戦役を有利に進めたため神聖ローマ皇帝レオポルト1世は条約締結に応じなくなった。講和が進まなかった中、ハッシーは再びアドリアノープルに向かったが、その道中で熱病にかかり、9月24日にベオグラードで死去した。1695年5月16日、リンカンシャーのホニントンで埋葬された。ハッシーは死去直前より大使としての出費の多さについて抗議しており、その死後は妻メアリーが国に弁済を求め続けたが、結局弁済が行われた記録はなかった。

## 家族
1682年8月、メアリー・バックワース（Mary Buckworth、1660年ごろ – 1731年6月10日、サー・ジョン・バックワースの娘）と結婚したが、2人の間に子供はいなかったとされる。